# Sergei Melnikow (Leichtathlet)
Sergei Melnikow (russisch Сергей Мельников, engl. Transkription Sergey Melnikov; * 8. November 1968) ist ein ehemaliger russischer Mittelstreckenläufer, der sich auf die 1500-Meter-Distanz spezialisiert hat und der bis 1991 für die Sowjetunion an den Start ging. Seinen größten Erfolg feierte er mit dem Gewinn der Silbermedaille über 1500 Meter bei den Halleneuropameisterschaften 1992 in Genua.

## Sportliche Laufbahn
Erste internationale Erfahrungen sammelte Sergei Melnikow im Jahr 1986, als er bei den Juniorenweltmeisterschaften in Athen mit 3:49,81 min auf den zehnten Platz über 1500 Meter gelangte. Im Jahr darauf gewann er bei den Junioreneuropameisterschaften in Birmingham in 3:53,48 min die Bronzemedaille und 1989 schied er bei der Sommer-Universiade in Duisburg mit 3:58,27 min im Vorlauf aus. 1991 gelangte er bei den Hallenweltmeisterschaften in Sevilla mit 3:49,78 min auf den zehnten Platz und im Sommer schied er bei den Freiluft-Weltmeisterschaften in Tokio mit 3:44,62 min im Halbfinale aus. Im Jahr darauf gewann er bei den Halleneuropameisterschaften in Genua für das Vereinte Team in 3:42,44 min die Silbermedaille hinter dem Briten Matthew Yates. 1998 beendete er dann seine aktive sportliche Karriere im Alter von 30 Jahren.
1993 wurde Melnikow russischer Meister im 1500-Meter-Lauf.

## Persönliche Bestzeiten
- 800 Meter: 1:46,70 min, 14. Juli 1992 in La Roche-sur-Yon
- 1500 Meter: 3:37,58 min, 7. Juni 1992 in Duisburg
  - 1500 Meter (Halle): 3:41,27 min, 7. März 1992 in Yokohama